# Ghiacciaio Williamson
Il ghiacciaio Williamson (in inglese Williamson Glacier) è un ghiacciaio situato sulla costa di Budd, nella parte occidentale della Terra di Wilkes, in Antartide. Il ghiacciaio, il cui punto più alto si trova a circa 400 m s.l.m., fluisce verso nord-est a partire dal duomo di Law fino a entrare nella baia di Colvocoresses, a sud-est del ghiacciaio Whittle.

## Storia
Il ghiacciaio Williamson è stato mappato per la prima volta nel 1955 da G. D. Blodgett grazie a fotografie aeree scattate durante l'operazione Highjump, 1946-1947, ed è stato in seguito così battezzato dal Comitato consultivo dei nomi antartici in onore di John G. Williamson, membro dell'equipaggio del Vincennes, uno sloop facente parte della Spedizione di Wilkes, 1838-42, ufficialmente conosciuta come "United States Exploring Expedition" e comandata da Charles Wilkes.